# Amoureux de Paname
Albums de Renaud
Laisse béton
(1977)
Amoureux de Paname est le premier album de Renaud sorti en 1975 sous le label Polydor et non officiellement baptisé.

## Présentation de l'album
Même si les ventes de l'album restent modestes, certaines chansons comme Hexagone ou Société, tu m'auras pas reçoivent un vif succès. Camarade bourgeois est la première chanson que Renaud a chantée à la télévision, dans une émission de Danièle Gilbert.
Les producteurs refusèrent la chanson Monsieur Franco, trop engagée, qui devint Petite fille des sombres rues.
La chanson Greta évoque les séparations liées au mur de Berlin.

## Titres
Toutes les chansons sont écrites et composées par Renaud Séchan sauf indiqué.
| 1.    | Amoureux de Paname                                                            | 2:34 |
| 2.    | Société, tu m'auras pas !                                                     | 2:32 |
| 3.    | Petite Fille des sombres rues                                                 | 2:30 |
| 4.    | La Java sans joie                                                             | 3:52 |
| 5.    | Gueule d'aminche                                                              | 4:19 |
| 6.    | La Coupole                                                                    | 1:47 |
| 7.    | Hexagone                                                                      | 5:32 |
| 8.    | Écoutez-moi les gavroches (Renaud Séchan, Jacqueline Néro, François Bernheim) | 3:31 |
| 9.    | Rita                                                                          | 0:39 |
| 10.   | Camarade bourgeois                                                            | 2:28 |
| 11.   | Le Gringalet                                                                  | 2:25 |
| 12.   | La Menthe à l'eau                                                             | 2:44 |
| 13.   | Greta                                                                         | 2:04 |
| 37:03 |                                                                               |      |